# Erdmann Augusto de Brandemburgo-Bayreuth
Erdmann Augusto de Brandemburgo-Bayreuth (8 de Outubro de 1615 - 6 de Fevereiro de 1651), foi um membro da Casa de Hohenzollern e marquês hereditário de Brandemburgo-Bayreuth.

## Família e origens
Era o sétimo dos nove filhos nascidos do marquês Cristiano de Brandemburgo-Bayreuth e da sua esposa, a princesa Maria da Prússia. Na verdade, era o terceiro varão, mas foi o único que conseguiu chegar à idade adulta. Os seus dois irmãos mais velhos, os príncipes Jorge Frederico (nascido e morto em 1608) e Cristiano Ernesto (1613-1614) morreram muito antes de ele nascer.

## Casamento e descendência
A 8 de Dezembro de 1641, em Ansbach Erdmann casou-se com a princesa Sofia de Brandemburgo-Ansbach, que era também sua prima direita (filha do marquês Joaquim Ernesto de Brandemburgo-Ansbach, irmão do seu pai). Tiveram apenas um filho:
1. Cristiano Ernsto (6 de Agosto de 1644 - 20 de Maio de 1712), marquês de Brandemburgo-Bayreuth entre 1655 e 1712. Casou-se primeiro com a princesa Erdemunda Sofia da Saxónia; sem descendência. Casou-se depois com a princesa Sofia Luísa de Württemberg-Winnental; com descendência. Casou-se por último com a princesa Isabel Sofia de Brandemburgo; sem descendência.

## Morte
Sofia morreu a 3 de Dezembro de 1646. Erdmann Augusto acabaria também por morrer quatro anos depois, a meio dos preparativos para o seu segundo casamento com a princesa Sofia Inês de Mecklemburgo-Schwerin, filha do duque Adolfo Frederico I de Mecklemburgo, que acabaria por se tornar abadessa de Kloster Rühn. Uma vez que morreu antes do pai, Erdmann nunca chegou a ser marquês e foi o seu filho Cristiano que sucedeu ao título em 1655.

## Genealogia
| Erdmann Augusto de Brandemburgo-Bayreuth | Pai: Cristiano de Brandemburgo-Bayreuth                  | Avô paterno: João Jorge de Brandemburgo          | Bisavô paterno: Joaquim II Heitor, Príncipe-Eleitor de Brandemburgo |
| Erdmann Augusto de Brandemburgo-Bayreuth | Pai: Cristiano de Brandemburgo-Bayreuth                  | Avô paterno: João Jorge de Brandemburgo          | Bisavó paterna: Madalena da Saxónia                                 |
| Erdmann Augusto de Brandemburgo-Bayreuth | Pai: Cristiano de Brandemburgo-Bayreuth                  | Avó paterna: Isabel de Anhalt-Zerbst             | Bisavô paterno: Joaquim Ernesto, Príncipe de Anhalt                 |
| Erdmann Augusto de Brandemburgo-Bayreuth | Pai: Cristiano de Brandemburgo-Bayreuth                  | Avó paterna: Isabel de Anhalt-Zerbst             | Bisavó paterna: Inês de Barby-Mühlingen                             |
| Erdmann Augusto de Brandemburgo-Bayreuth | Mãe: Maria da Prússia, Marquesa de Brandemburgo-Bayreuth | Avô materno: Alberto Frederico, Duque da Prússia | Bisavô materno: Alberto, Duque da Prússia                           |
| Erdmann Augusto de Brandemburgo-Bayreuth | Mãe: Maria da Prússia, Marquesa de Brandemburgo-Bayreuth | Avô materno: Alberto Frederico, Duque da Prússia | Bisavó materna: Ana Maria de Brunsvique-Luneburgo                   |
| Erdmann Augusto de Brandemburgo-Bayreuth | Mãe: Maria da Prússia, Marquesa de Brandemburgo-Bayreuth | Avó materna: Maria Leonor de Cleves              | Bisavô materno: Guilherme de Jülich-Cleves-Berg                     |
| Erdmann Augusto de Brandemburgo-Bayreuth | Mãe: Maria da Prússia, Marquesa de Brandemburgo-Bayreuth | Avó materna: Maria Leonor de Cleves              | Bisavó materna: Maria da Áustria                                    |